# Nationalliga A (Handball) 2013/14
Die Spielzeit 2013/14 war die 65. reguläre Spielzeit der Schweizer Nationalliga A im Handball der Männer.

## Modus
Gespielt wurden von den 10 Teams zwei Doppelrunden zu je 18 Spielen.
Danach wurde eine Finalrunde mit den besten sechs Mannschaften aus der Hauptrunde gespielt. Die besten vier Teams ermittelten den Schweizer Meister im Playoff-Stil. Die Halbfinals und der Final wurden nach dem Modus Best-of-Five gespielt.
Die anderen vier Mannschaften aus der Hauptrunde ermittelten in einer Abstiegsrunde den direkten Absteiger. Die zweitletzte Mannschaft der Abstiegsrunde spielte zwei Barragespiele gegen den Zweiten der Nationalliga B.

## Hauptrunde

### Rangliste
| Pl. |  | Verein                     | Sp. | S  | U | N  | Tore      | Diff. | Punkte  |
| --- |  | -------------------------- | --- | -- | - | -- | --------- | ----- | ------- |
| 1.  |  | Pfadi Winterthur           | 18  | 15 | 1 | 2  | 0582:4610 | +121  | 031:50  |
| 2.  |  | Kadetten Schaffhausen (SC) | 18  | 14 | 2 | 2  | 0580:4510 | +129  | 030:60  |
| 3.  |  | HC Kriens-Luzern           | 18  | 10 | 4 | 4  | 0517:4980 | +19   | 024:120 |
| 4.  |  | BSV Bern Muri              | 18  | 9  | 3 | 6  | 0535:4950 | +40   | 021:150 |
| 5.  |  | Wacker Thun (M) (C)        | 18  | 9  | 1 | 8  | 0496:4840 | +12   | 019:170 |
| 6.  |  | TSV St. Otmar St. Gallen   | 18  | 8  | 0 | 10 | 0522:5300 | −8    | 016:200 |
| 7.  |  | GC Amicitia Zürich (R)     | 18  | 6  | 3 | 9  | 0493:5270 | −34   | 015:210 |
| 8.  |  | TSV Fortitudo Gossau       | 18  | 7  | 0 | 11 | 0488:5460 | −58   | 014:220 |
| 9.  |  | Lakers Stäfa               | 18  | 4  | 0 | 14 | 0468:5560 | −88   | 08:280  |
| 10. |  | HC KTV Altdorf (A)         | 18  | 0  | 2 | 16 | 0466:5990 | −133  | 02:340  |

Stand: 19. Oktober 2017
| Zum Hauptrundenende 2013/14: |                                                           |
|                              |                                                           |
|                              | Qualifikation für die Finalrunde                          |
|                              | Abstiegsrunde                                             |
|                              |                                                           |
| Zum Saisonende 2012/13:      |                                                           |
| (M)                          | Schweizer Meister 2012/13: Wacker Thun                    |
| (C)                          | Cup-Sieger 2012/13: Wacker Thun                           |
| (SC)                         | SuperCup-Sieger 2012/13: Kadetten Schaffhausen            |
| (R)                          | Sieger der Auf-/Abstiegsrunde 2012/13: GC Amicitia Zürich |
| (A)                          | Aufsteiger aus der Nationalliga B 2012/13: HC KTV Altdorf |

### Torschützenliste
| Pl. | Spieler               | Tore | Schnitt | Mannschaft               |
| --- | --------------------- | ---- | ------- | ------------------------ |
| 01. | Julian Krieg          | 212  | 6,2     | Pfadi Winterthur         |
| 02. | Boris Stankovic       | 180  | 6,2     | HC Kriens-Luzern         |
| 03. | Rares Jurca           | 179  | 5,6     | Kadetten Schaffhausen    |
| 04. | Marcel Hess           | 164  | 4,8     | Pfadi Winterthur         |
| 05. | Roman Sidorowicz      | 156  | 5,4     | GC Amicitia Zürich       |
| 06. | Lukas von Deschwanden | 152  | 5,6     | Wacker Thun              |
| 07. | Aliaksei Usik         | 145  | 5,0     | TSV Fortitudo Gossau     |
| 08. | Vedran Banic          | 129  | 4,6     | TSV St. Otmar St. Gallen |
| 09. | Uroš Mitrović         | 124  | 4,6     | BSV Bern Muri            |
| 10. | Luka Maros            | 124  | 3,8     | Pfadi Winterthur         |

### Zuschauertabelle
|                      | Verein                   | Zuschauer | pro Spiel |
| -------------------- | ------------------------ | --------- | --------- |
| 01.                  | Pfadi Winterthur         | 15'849    | 880       |
| 02.                  | Wacker Thun              | 11'673    | 833       |
| 03.                  | HC Kriens-Luzern         | 11'578    | 771       |
| 04.                  | Kadetten Schaffhausen    | 11'799    | 694       |
| 05.                  | TSV St. Otmar St. Gallen | 09'650    | 689       |
| 06.                  | HC KTV Altdorf           | 08'060    | 537       |
| 07.                  | BSV Bern Muri            | 07'920    | 528       |
| 08.                  | Lakers Stäfa             | 07'856    | 523       |
| 09.                  | TSV Fortitudo Gossau     | 03'950    | 263       |
| 10.                  | GC Amicitia Zürich       | 03'220    | 214       |
| Gesamt               | Gesamt                   | 91'555    | 598       |
| Stand: 29. Juli 2017 |                          |           |           |

## Abstiegsrunde

### Rangliste
| Pl. |  | Verein               | Sp. | S  | U | N  | Tore      | Diff. | Punkte  |
| --- |  | -------------------- | --- | -- | - | -- | --------- | ----- | ------- |
| 1.  |  | GC Amicitia Zürich   | 30  | 14 | 5 | 11 | 0847:8440 | +3    | 033:270 |
| 2.  |  | TSV Fortitudo Gossau | 30  | 14 | 2 | 14 | 0820:8500 | −30   | 030:300 |
| 3.  |  | Lakers Stäfa         | 30  | 11 | 0 | 19 | 0821:8790 | −58   | 022:380 |
| 4.  |  | HC KTV Altdorf       | 30  | 0  | 2 | 28 | 0756:9840 | −228  | 02:580  |

Stand: 29. Juli 2017
| Zum Saisonende 2013/14: |                                                |
|                         |                                                |
|                         | Saison beendet                                 |
|                         | Barrage                                        |
|                         | Direkter Abstieg in die Nationalliga B 2014/15 |

## Finalrunde

### Rangliste
| Pl. |  | Verein                   | Sp. | S  | U | N  | Tore      | Diff. | Punkte  |
| --- |  | ------------------------ | --- | -- | - | -- | --------- | ----- | ------- |
| 1.  |  | Pfadi Winterthur         | 28  | 22 | 1 | 5  | 0860:7120 | +148  | 045:110 |
| 2.  |  | Kadetten Schaffhausen    | 28  | 21 | 2 | 5  | 0848:7130 | +135  | 044:120 |
| 3.  |  | HC Kriens-Luzern         | 28  | 16 | 5 | 7  | 0784:7510 | +33   | 037:190 |
| 4.  |  | BSV Bern Muri            | 28  | 14 | 3 | 11 | 0775:7400 | +35   | 031:250 |
| 5.  |  | Wacker Thun              | 28  | 13 | 1 | 14 | 0739:7290 | +10   | 027:290 |
| 6.  |  | TSV St. Otmar St. Gallen | 28  | 8  | 1 | 19 | 0767:8150 | −48   | 017:390 |

Stand: 29. Juli 2017
| Zum Finalrundenende 2013/14: |                                |
|                              |                                |
|                              | Qualifikation für die Playoffs |
|                              | Saison beendet                 |

## Barrage
|              | Gesamt |             | Hinspiel | Rückspiel |
| ------------ | ------ | ----------- | -------- | --------- |
| Lakers Stäfa | 56:49  | TV Endingen | 27:25    | 29:24     |

## Playoffs

### Playoff-Baum
|  | Halbfinal | Halbfinal             | Halbfinal |  |  | Final | Final                 | Final |
|  |           |                       |           |  |  |       |                       |       |
|  |           |                       |           |  |  |       |                       |       |
|  | 1         | Pfadi Winterthur      | 3         |  |  |       |                       |       |
|  | 4         | BSV Bern Muri         | 0         |  |  |       |                       |       |
|  |           |                       |           |  |  | 1     | Pfadi Winterthur      | 0     |
|  |           |                       |           |  |  | 2     | Kadetten Schaffhausen | 3     |
|  | 2         | Kadetten Schaffhausen | 3         |  |  |       |                       |       |
|  | 3         | HC Kriens-Luzern      | 0         |  |  |       |                       |       |
|  |           |                       |           |  |  |       |                       |       |

### Halbfinal
|                       |   |                  | Serie | 1     | 2     | 3     | 4  | 5  | [HR] | [FR] |
| --------------------- | - | ---------------- | ----- | ----- | ----- | ----- | -- | -- | ---- | ---- |
| Pfadi Winterthur      | – | BSV Bern Muri    | 3:0   | 29:21 | 27:19 | 31:19 | -- | -- | [:]  | [:]  |
| Kadetten Schaffhausen | – | HC Kriens-Luzern | 3:0   | 23:21 | 29:23 | 32:18 | -- | -- | [:]  | [:]  |

HR = Hauptrunde, FR = Finalrunde

### Final
|                  |   |                       | Serie | 1     | 2     | 3     | 4 | 5 | [HR] | [FR] |
| ---------------- | - | --------------------- | ----- | ----- | ----- | ----- | - | - | ---- | ---- |
| Pfadi Winterthur | – | Kadetten Schaffhausen | 0:3   | 21:25 | 26:27 | 29:30 | – | – | [:]  | [:]  |

HR = Hauptrunde, FR = Finalrunde

### Meistermannschaft der Kadetten Schaffhausen
| Schweizer Meister Kadetten Schaffhausen | Torhüter: Jonas Maier, Kaj Stokholm Flügel links: Leszek Starczan Flügel rechts: Nikola Cvijetic, Daniel Gutknecht Rückraum links: David Graubner, Marko Mamic, Ruben Schelbert, David Graubner Rückraum Mitte: Peter Kukucka, Andrija Pendic, Sergio Muggli Rückraum rechts: Dimitrij Küttel, Aleksandar Stojanović Kreisläufer: Julius Emrich, Thomas Heer, Markus Krauthoff Cheftrainer: Markus Bauer Assistenztrainer: Markus Krauthoff |

## Spielstätten
Die Spielstätten sind nach Kapazität der Stadien geordnet.
| Verein                   | Stadion                  | Kapazität |
| ------------------------ | ------------------------ | --------- |
| TSV St. Otmar St. Gallen | Sportanlage Kreuzbleiche | 3500      |
| Kadetten Schaffhausen    | BBC-Arena                | 3400      |
| GC Amicitia Zürich       | Saalsporthalle           | 2500      |
| Pfadi Winterthur         | Eulachhalle              | 2300      |
| Wacker Thun              | Sporthalle Lachen        | 2000      |
| HSC Suhr Aarau           | Sporthalle Schachen      | 2000      |
| RTV 1879 Basel           | Basel Rankhof            | 1500      |
| BSV Bern Muri            | Sporthalle Moos Gümligen | 1500      |
| HC Kriens-Luzern         | Krauerhalle              | 1300      |
| TSV Fortitudo Gossau     | Oberbüren Thurzelg       | 0850      |